# إي فاينانس للاستثمارات المالية والرقمية
مجموعة إي فاينانس للاستثمارات المالية والرقمية أو e-finance هي شركة مساهمة قابضة مصرية، أنشئت في يناير 2005، تحت اسم "تكنولوجيا تشغيل المنشآت المالية أى فينانس"، تعمل في عدة مجالات أهمها الخدمات المالية، التكنولوجيا المالية، والمدفوعات الإلكترونية داخل مصر وفي عدة دول إفريقية، وتُعد الشركة هي المسئولة عن بناء وتشغيل وإدارة الشبكة المالية للحكومة المصرية، أُدرجت الشركة في البورصة المصرية في أكتوبر 2021، ويقع مقرها الرئيسي في القرية الذكية بمحافظة الجيزة.

## المساهمون
تتوزع نسب المساهمين في الشركة كالتالي:
- السعودية المصرية للاستثمار (24.99%)
- بنك الاستثمار القومي (21.80%)
- بنك مصر (7.10%)
- البنك الأهلي المصري (6.70%)
- المصرية للمشروعات الاستثمارية (6.70%)
- بنوك مصر للتقدم التكنولوجي (6.70%)

## الشركات التابعة
تمتلك شركة إي فاينانس للاستثمارات المالية والرقمية نسب مختلفة في عدة شركات هي:
- تكنولوجيا تشغيل المنشآت المالية (99.99%)
- إي نابل لخدمات التعهيد (99.98%)
- تكنولوجيا تشغيل البطاقات الذكية (89.00%)
- خالص لخدمات المدفوعات الرقمية (70.00%)
- تكنولوجيا تشغيل الأسواق الإليكترونية (61.00%)
- تكنولوجيا تشغيل خدمات التأمين (35.00%)
- شركة تكنولوجيا تشغيل الحلول الضريبية (35.00%)

## وصلات خارجية
- الموقع الرسمي للشركة.
- الصفحة الرسمية للشركة على موقع فيس بوك.